# 薩廷維爾 (密西西比州)
薩廷維爾（英語：Sartinville）是位於美國密西西比州沃爾索爾縣的非建制地區。

## 地理
薩廷維爾所處的海拔為高於海平面132米（即433英呎），而該地所採用的時區為UTC-6，即北美中部時區（CST）。同時該地設有夏令時間，為UTC-6調快一小時，即UTC-5（CDT）。